# Mémie Pinteville
Pour les articles homonymes, voir Pinteville.
Mémie Pinteville, né le 18 octobre 1745 à Châlons-sur-Marne (Marne), mort le 4 juillet 1821 à Châlons-sur-Marne (Marne), est un général français de la Révolution et de l’Empire.

## États de service
Il entre en service le 16 avril 1762, comme volontaire dans le régiment de Picardie, et il participe à la campagne de 1762 en Hanovre. Il quitte le service le 16 décembre 1763. Il sert ensuite comme cavalier d’octobre 1765 à octobre 1770, puis comme gendarme dans les gendarmes du roi du 10 janvier 1778 au 20 décembre 1780.
Le 7 septembre 1791, il devient lieutenant-colonel en second du 2e bataillon de volontaires de la Marne, et il se distingue à la Bataille de Jemappes le 6 novembre 1792. Il passe lieutenant-colonel en premier le 28 décembre 1792, et en juillet 1793, il est désigné pour prendre le commandement de la 171e demi-brigade d’infanterie de ligne.
Il est promu général de brigade le 25 septembre 1793, et il se signale lors du blocus de Maubeuge en septembre - octobre 1793. Le 4 novembre 1793, il est suspendu et mis en arrestation par les représentants du peuple Bar et Hentz à Maubeuge. Emprisonné à la conciergerie à Paris, il est remis en liberté le 18 août 1794.
Il reprend du service le 20 mai 1795, comme lieutenant dans la gendarmerie de la Marne, et il est nommé capitaine le 10 juin 1797. Il est admis à la retraite le 30 septembre 1807, en qualité de général de brigade.
Il meurt le 4 juillet 1821, à Châlons-sur-Marne.

## Sources
- (en) « Generals Who Served in the French Army during the Period 1789 - 1814: Eberle to Exelmans »
- « La noblesse d’Empire » (consulté le 2 octobre 2014)
- Étienne Charavay, Correspondance général de Carnot, tome 3, imprimerie Nationale, 1897, p. 100.
- (pl) « Napoléon.org.pl »
- Georges Six, Dictionnaire biographique des généraux & amiraux français de la Révolution et de l'Empire (1792-1814), Paris : Librairie G. Saffroy, 1934, 2 vol., p. 315-316